# Peramus
Peramus is een geslacht van uitgestorven cladotherische zoogdieren. Het leefde in het Laat-Jura en het Vroeg-Krijt van Europa en Noord-Afrika.

## Naamgeving
In 1871 benoemde Richard Owen de typesoort Peramus tenuirostris. De geslachtsnaam is een combinatie van het Grieks pera, 'buidel', en Latijn mus, 'muis'. De soortaanduiding betekent 'met een slanke snuit'.
Het holotype is BMNH 47742, een linkeronderkaak, gevonden in Durdlestone Bay bij Swanage in Dorset, in een laag van de Lulworth-formatie die dateert uit het Berriasien.
Hetzelfde jaar benoemde Owen een Leptocladus dubius, de 'twijfelachtige slankkaak'. Het holotype is BMNH 47739, een linkeronderkaak. Deze werd in 1888 door Osborne beschouwd als een Peramus (Leptocladus) dubius. Of men een apart geslacht wil handhaven, is een subjectieve keuze.
Dan is er nog een Peramus minor, 'de kleinere', benoemd in 1897 en gebaseerd op linkeronderkaak BMNH 47754, ook weer uit dezelfde vindplaats
Bovendien zijn er onbepaalde overblijfselen bekend van de Ksar Metlili-formatie van Marokko, daterend uit het Tithonien-Berriasien, en het Angeac-Charente beenderbed in Frankrijk, daterend uit het Berriasien.

## Fylogenie
Peramus wordt algemeen beschouwd als een geavanceerde cladotheriër. In de analyse uitgevoerd door Panciroli en collega's (2018), werd Peramus gevonden als binnen een clade die ook Palaeoxonodon en Amphitherium omvat, als afgeleide leden van Cladotheria. Peramus, Palaeoxonodon en Amphitherium waren verenigd door de gemeenschappelijke kenmerken van convergentie van de sulcus van Meckel met de onderrand van de onderkaak en het bezit van opengewortelde postcaninen, maar een plaatsing van Peramus als een meer gevorderde cladotheriër kan niet worden uitgesloten. In een analyse uit 2018 door Bi en collega's werd Peramus gevonden in een clade met Palaeoxonodon en Nanolestes, ook als geavanceerde cladotheriërs. In een onderzoek uit 2022 naar cladotherische verwantschappen, werd het gevonden als lid van Zatheria, dichter bij Theria dan Palaeoxonodon en Nanolestes.